# Каски (Мазовецьке воєводство)
Ка́ски (пол. Kaski) — село в Польщі, у гміні Баранув Ґродзиського повіту Мазовецького воєводства.
Населення — 894 особи (2011).
У 1975—1998 роках село належало до Скерневицького воєводства.

## Демографія
Демографічна структура станом на 31 березня 2011 року:
|          | Загалом | Допрацездатний вік | Працездатний вік | Постпрацездатний вік |
| -------- | ------- | ------------------ | ---------------- | -------------------- |
| Чоловіки | 446     | 101                | 299              | 46                   |
| Жінки    | 448     | 74                 | 260              | 114                  |
| Разом    | 894     | 175                | 559              | 160                  |